# Parrocchia di Jefferson
La parrocchia di Jefferson (in inglese Jefferson Parish) è una parrocchia dello Stato della Louisiana, negli Stati Uniti. La popolazione al censimento del 2000 era di 455 466 abitanti. Il capoluogo è Gretna.

## Geografia
La parrocchia si trova nel sued-est dello Stato. Il territorio è ricco di corsi d'acqua e laghi, tra cui il fiume Mississippi che scorre nel nord e il lago Pontchartrain su cui si affaccia la parrocchia a nord. A sud si affaccia sul golfo del Messico.

### Parrocchie confinanti
- Parrocchia di Tangipahoa - nord
- Parrocchia di St. Tammany - nord
- Parrocchia di Orleans - nord-est
- Parrocchia di Plaquemines - sud-est
- Parrocchia di Lafourche - sud-ovest
- Parrocchia di St. Charles - ovest
- Parrocchia di St. John Baptist - nord-ovest

## Storia
La parrocchia fu creata nel 1825 e fu chiamata così in onore del presidente Thomas Jefferson.

## Comuni[6]
- Grand Isle - town
- Gretna (capoluogo) - city
- Harahan - city
- Jean Lafitte - town
- Kenner - city
- Westwego - city